# Banapur
Banapur (o Banpur) è una città dell'India di 16.437 abitanti, situata nel distretto di Khordha, nello stato federato dell'Orissa. In base al numero di abitanti la città rientra nella classe IV (da 10.000 a 19.999 persone).

## Geografia fisica
La città è situata a 19° 46' 60 N e 85° 10' 60 E al livello del mare.

## Società

### Evoluzione demografica
Al censimento del 2001 la popolazione di Banapur assommava a 16.437 persone, delle quali 8.318 maschi e 8.119 femmine. I bambini di età inferiore o uguale ai sei anni assommavano a 2.116, dei quali 1.065 maschi e 1.051 femmine. Infine, coloro che erano in grado di saper almeno leggere e scrivere erano 11.330, dei quali 6.394 maschi e 4.936 femmine.